# Briganten

Ungefähres Siedlungsgebiet der Briganten auf einer Karte von England und Wales

Als Briganten (lateinisch Brigantes) wird ein loser Zusammenschluss keltischer Volksstämme im nordöstlichen Britannien bezeichnet. Sie siedelten in der Region des heutigen Yorkshire. Ihr Territorium umfasste zur Römerzeit etwa das Gebiet vom Fluss Don im Süden bis zum Hadrianswall im Norden und von der West- bis zur Ostküste Nordenglands. Verwaltungszentrum wurde nach der römischen Eroberung Isurium Brigantum, das heutige Aldborough. Die bekannteste Persönlichkeit der Briganten war Königin Cartimandua, über die der Geschichtsschreiber Tacitus berichtet. Die Briganten waren zunächst prorömisch eingestellt, ab dem ersten Jahrhundert gibt es Belege für Aufstände gegen die Römer.

## Name
Der Name Brigantes (Singular: Brigans) stammt aus dem Keltischen und bedeutet so viel wie die Hohen, Hochländer oder Hügelbewohner. Der Name bezog sich wahrscheinlich zunächst nur auf einen Stamm, bis Brigantes als Bezeichnung für die gesamte Stammesföderation verwendet wurde. Die Briganten sind möglicherweise mit dem Stamm der Brigantier aus Vorarlberg im heutigen Österreich und dem gleichnamigen Stamm der Briganten in Irland verwandt.
Eine andere mögliche Erklärung des Namens ist, dass Brigantes auf den Wortstamm briga oder brica (protokeltisch für ‚Ort‘ oder ‚Siedlung‘) zurückzuführen ist. Alternativ könnte sich Brigantes auf die keltische Göttin Brigantia oder Brigit beziehen, d. h. Brigantes wären das „Volk der Brigit“. Die keltische Göttin Brigit wird, ähnlich wie die römische Minerva oder die irische Morrígan, mit Kulten der Fruchtbarkeit, Heilung und Wissen in Verbindung gebracht.